# Spånga–Lövsta järnväg
Spånga–Lövsta Järnväg (SLJ) mellan Spånga station och Lövsta i Stockholm byggdes för att lösa transportbehoven för den ökande sophanteringen i huvudstaden och öppnades för allmän trafik den 28 oktober 1889.
Stockholms stad lät bygga banan Spånga–Lövsta Järnväg som togs i bruk för  godstrafik den 1 oktober 1888, och trafiken sköttes av Stockholm–Västerås–Bergslagens Järnvägar (SWB), fram till förstatligandet 1945 och därefter av Statens Järnvägar (SJ). Soptågen gick från Stockholm Norra och Stockholm Södra till den stora soptippen och förbränningsanläggningen vid Lövsta sopstation.
Spånga stations första station på platsen öppnades då Stockholm-Västerås-Bergslagens Järnväg invigdes den 15 december 1876. I början stannade både fjärrtåg och lokaltåg till Kungsängen här vid Spånga. 1888 blev Spånga en grenstation för Spånga–Lövsta järnväg mot Lövsta och Hässelby villastad. Vid Spånga station byggdes år 1908 ett nytt stationshus ritat av arkitekten Erik Lallerstedt. Det stationshuset revs 1975 och ersattes av en plåtbyggnad ovanför spåren.
Banan hade även persontrafik mellan Spånga station och Hässelby villastad vid Hässelby villastads station. Före 1920 hette stationen Riddersvik. Däremellan fanns en hållplats i Skälby i Järfälla kommun. Hela sträckan tog tolv minuter att åka (år 1930). Persontrafiken upphörde den 1 december 1956, en månad sedan tunnelbanan till Hässelby gård hade öppnats, vilket ansågs göra persontrafiken på Lövstabanan överflödig. 
Soptrafiken sköttes fram till 1962 med ånglok av olika typ och därefter med diesellok. Banan elektrifierades aldrig och revs omgående efter Högdalenverkets öppnande – sista dagen med soptrafik med tåg till Lövsta var den 10 september 1970. Soptågen hade ljust gråfärgade vagnar och gick mycket långsamt och döptes därför av folkhumorn till "Silverpilen".
En liten rest av Lövstabanan finns kvar i dag i form av ett industrispår till Lunda industriområde. Detta industrispår elektrifierades 1999. Fram till 1990-talets början låg mer spår kvar, mycket igenvuxet, fram till cirka 500 meter från Skälby hållplats, men resten av banan revs upp 1970–1971. Banvallen ligger till stora delar kvar fram till Lövsta men är kring före detta Hässelby villastads station överbyggd av Lövstavägen och Mäster Karls väg. Vid Lövsta återvinningscentral finns en del av den gamla sopviadukten bevarad. Även andra lämningar kan ses, bland annat plattformen vid Skälby hållplats och lokstallet i Riddersvik, som numera är bilverkstad. Genom Järfälla finns järnvägens 2,6 km långa sträckning kvar i sin helhet. Genom Lunda industriområde kan man följa järnvägens sträckning åt Spångahållet. Man passerar då även en bevarad banvaktarstuga. Åt Hässelby övergår järnvägens sträckning i en vanlig gång- och cykelväg strax efter gränsen mot Stockholm.

## Bilder

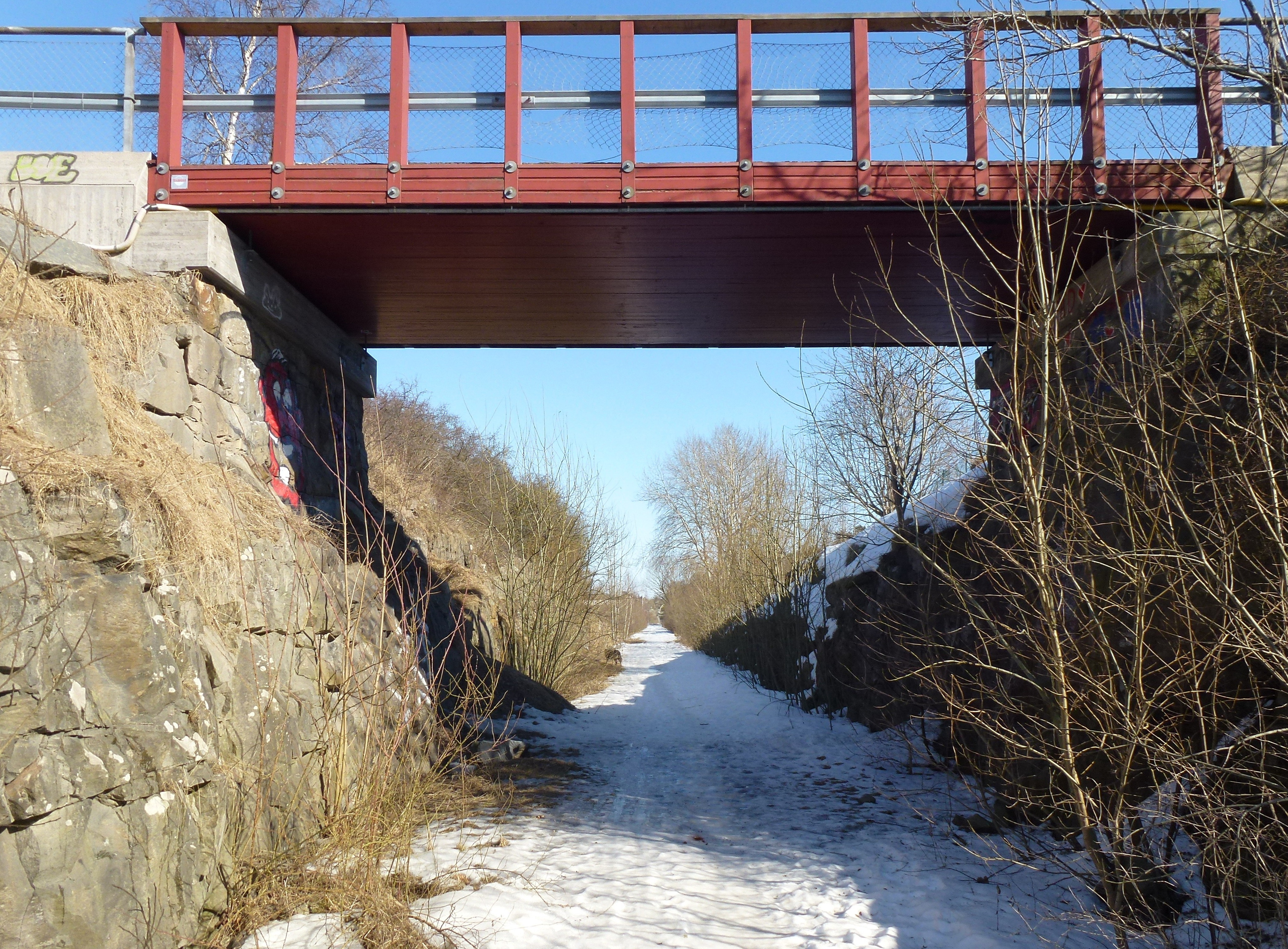
Spånga–Lövsta järnvägs nedlagda spårområde sydväst om Lunda industriområde
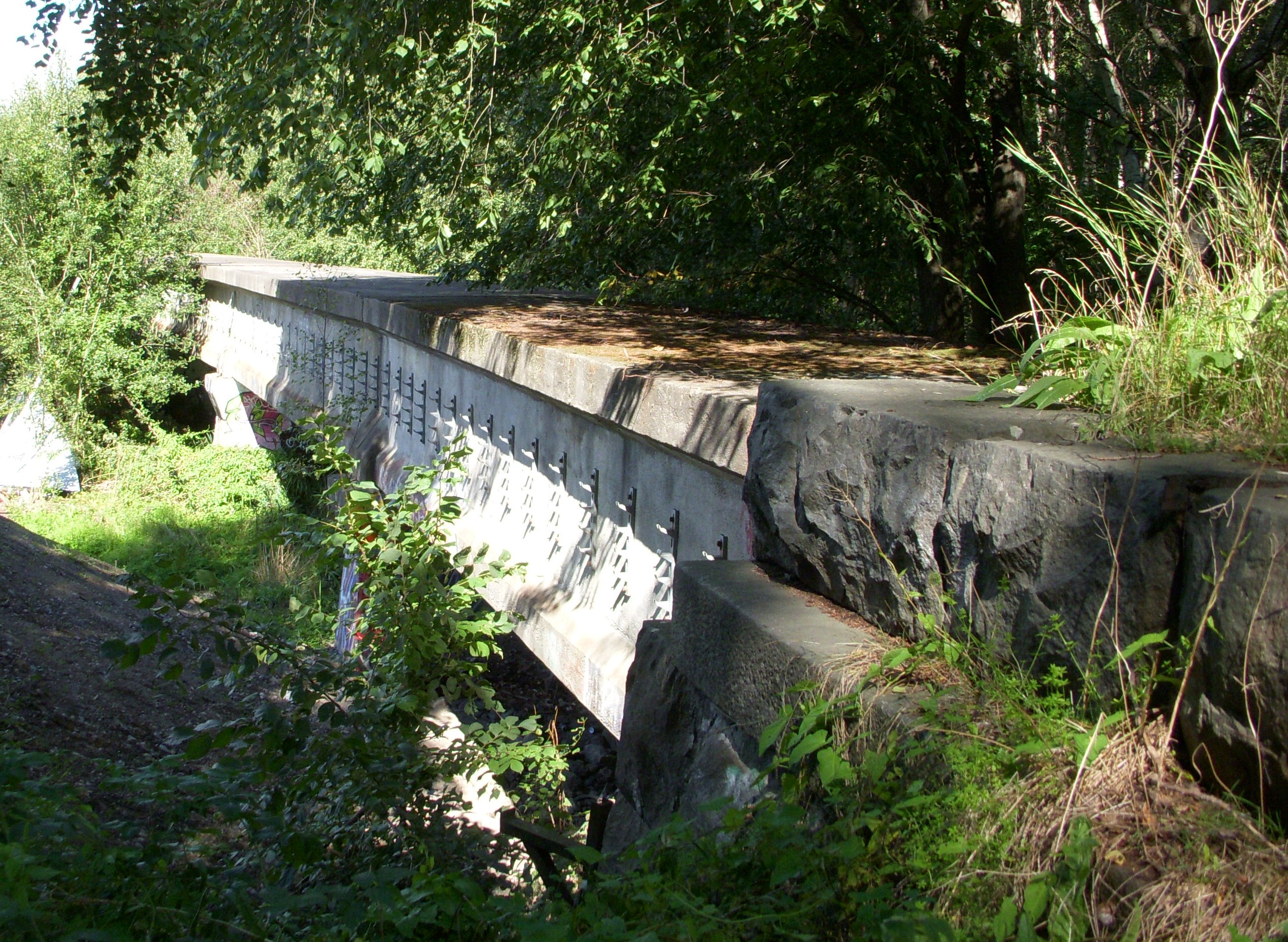
Resterna av Lövstabanan är en kort bit av sopviadukten vid Lövsta återvinningscentral.
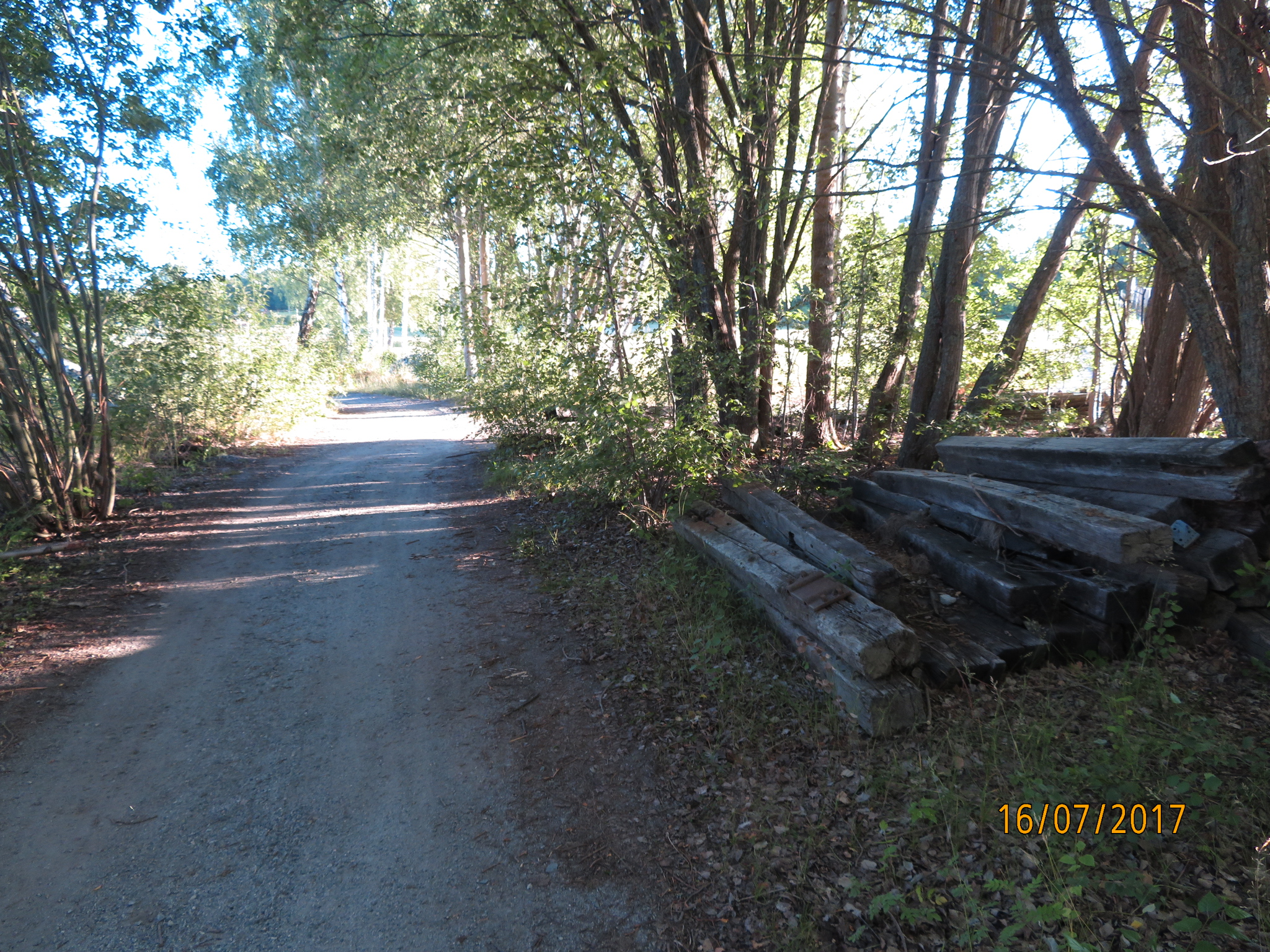
Rester av träsliprar från norrgående stickspåret vid Lövsta återvinningscentral.